# Krisztus Lovagrendje
Krisztus Lovagrendje, portugálul Ordem de Cristo.
Lovagrend, a Templomos Lovagrend tulajdonképpeni jogutódja, Földművelő Dénesnek, Portugália királyának kezdeményezésére alakult, 1318. augusztus 14-én. A templomosokhoz hasonlóan katonai lovagrend volt, a tagok Szent Bernát reguláját követték.
Központjuk Tomarban volt a Krisztus-rendi kolostor (portugálul: Convento de Cristo), ahol a hagyományok szerint a templomosok a Szent Grált őrizték.
A rend egyik nagymestere Tengerész Henrik (1394–1460) volt. A rend 1789-ig állt fenn, utána szekularizálták.

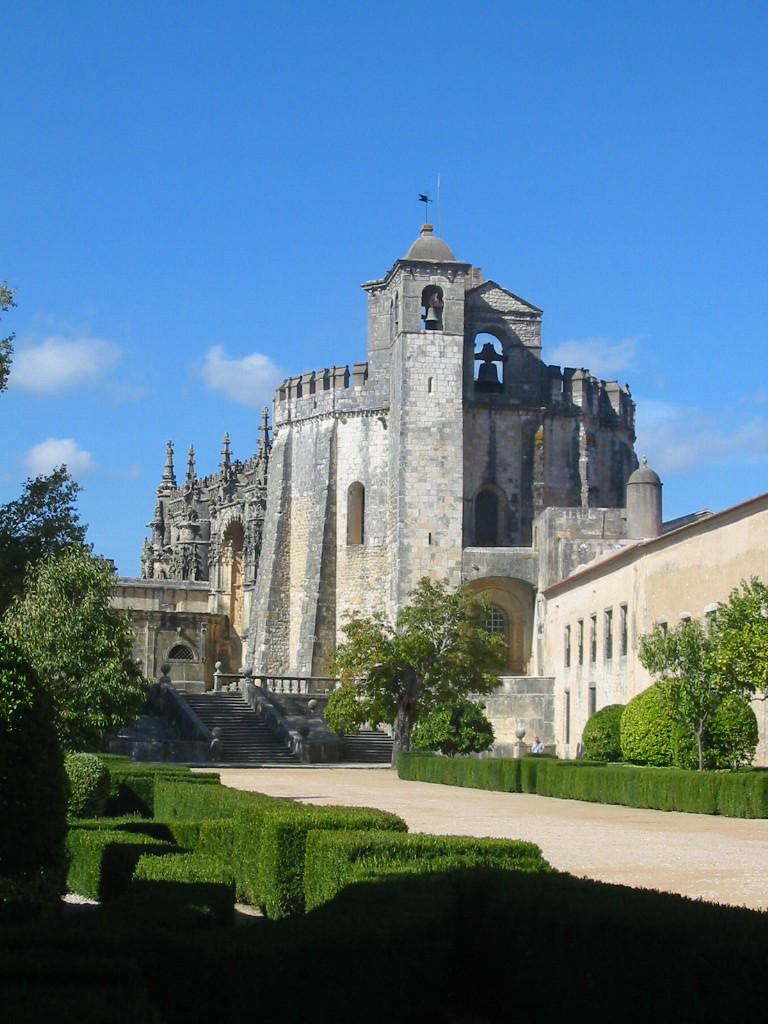
A lovagrend körtemploma Tomarban
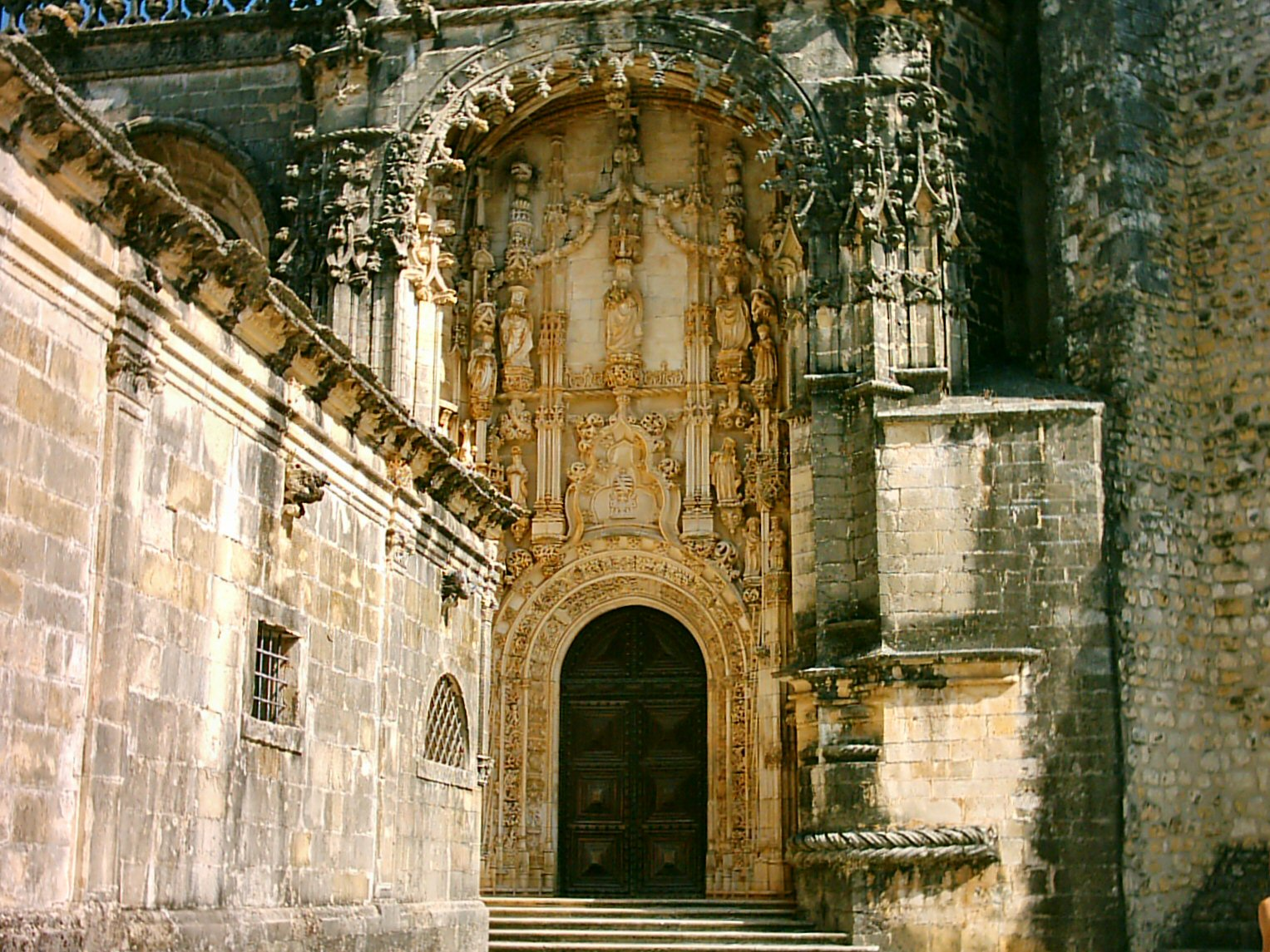
A tomari konvent bejárata
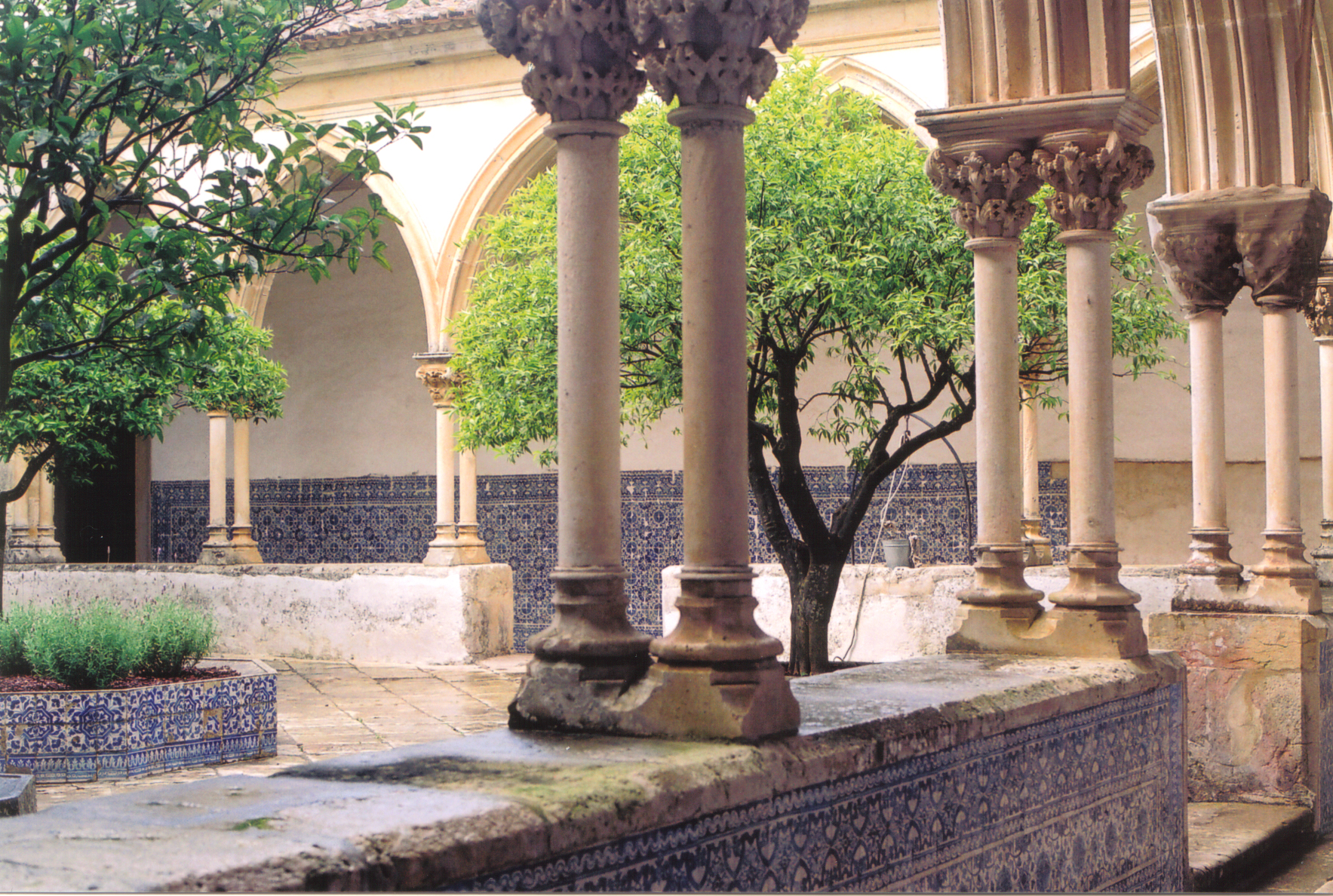
Kolostorbelső
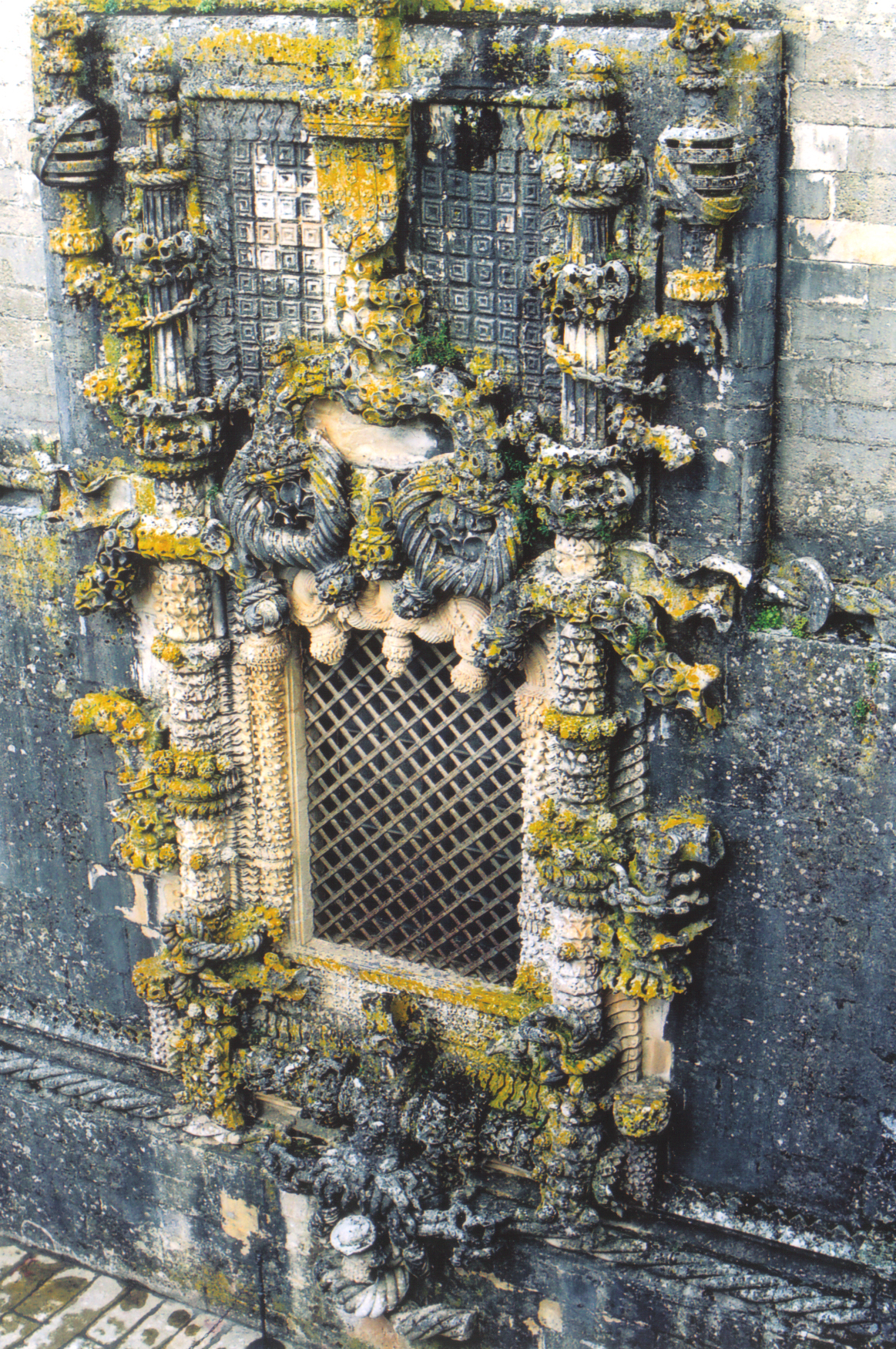
A konvent egyik míves ablaka